# Trofeo de Campeones de la Liga Profesional
Il Trofeo de Campeones de la Liga Profesional è una competizione calcistica organizzata dalla Federazione calcistica dell'Argentina che mette di fronte il vincitore della Primera División e quello della Copa de la Liga Profesional.
È il successore del Trofeo de Campeones de la Superliga Argentina, organizzato dalla defunta SAF.
La competizione è sostanzialmente una supercoppa all'interno della Liga Profesional de Fútbol (in quanto si affrontano la vincitrice del campionato e quella della coppa di lega): qualora la vincitrice di coppa e di campionato coincidano, all'anno solare 2022 si è optato per uno spareggio tra la seconda classificata del campionato e i vice-campioni della coppa di lega (come avvenuto tra Racing Club e Tigre nell'ultima edizione).

## Storia
La prima edizione, disputata nel 2021, ha messo di fronte River Plate (vincitore della Primera División 2021) e Colón (SF) (vincitore della Copa de la Liga Profesional 2021). Il match è stato giocato il 18 dicembre 2021 allo Stadio Unico Madre de Ciudades ed ha visto la vittoria del River per 4-0.

## Albo d'oro
| Anno | Vincitore        | Punteggio | Finalista       | Data             | Stadio                         | Città                     |
| ---- | ---------------- | --------- | --------------- | ---------------- | ------------------------------ | ------------------------- |
| 2021 | River Plate      | 4 - 0     | Colón (SF)      | 18 dicembre 2021 | Stadio Unico Madre de Ciudades | Santiago del Estero       |
| 2022 | Racing Club      | 2 - 1     | Boca Juniors    | 6 novembre 2022  | Stadio Único de Villa Mercedes | Villa Mercedes (San Luis) |
| 2023 | River Plate      | 2 - 0     | Rosario Central | 23 dicembre 2023 | Stadio Unico Madre de Ciudades | Santiago del Estero       |
| 2024 | Estudiantes (LP) | 3 - 0     | Vélez Sarsfield | 21 dicembre 2024 | Stadio Unico Madre de Ciudades | Santiago del Estero       |